# Torrente Lago
Torrente Lago este o arie protejată (arie specială de conservare — SAC, sit de importanță comunitară — SCI) din Italia întinsă pe o suprafață de 165 ha, integral pe uscat.

## Localizare
Centrul sitului Torrente Lago este situat la coordonatele 38°15′08″N 15°57′19″E / 38.252222°N 15.955278°E.

## Înființare
Situl Torrente Lago a fost declarat sit de importanță comunitară în septembrie 1995 pentru a proteja 4 specii de animale. Situl a fost protejat și ca arie specială de conservare în iunie 2017.

## Biodiversitate
Situată în ecoregiunea mediteraneană, aria protejată conține 4 habitate naturale: Păduri aluvionare cu Alnus glutinosa și Fraxinus excelsior (Alno-Padion, Alnion incanae, Salicion albae), Păduri de Quercus ilex și Quercus rotundifolia, Râuri mediteraneene cu debit intermitent, cu specii de Paspalo-Agrostidion, Râuri mediteraneene cu debit permanent cu specii de Paspalo-Agrostidion și galerii riverane de Salix și de Populus alba.
La baza desemnării sitului se află mai multe specii protejate de  păsări (4): erete de stuf (Circus aeruginosus), sfrâncioc roșiatic (Lanius collurio), gaia roșie (Milvus milvus), viespar (Pernis apivorus).
Pe lângă speciile protejate, pe teritoriul sitului au mai fost identificate 1 specie de plante, 1 specie de amfibieni, 2 specii de reptile.